# Nadab (syn Aarona)
Nadab (łac. Nadab, z hebr. נדב) – postać biblijna wspominana m.in. w Księdze Wyjścia i Księdze Liczb, pierworodny syn Aarona i Eliszeby.

## Znaczenie imienia
W hebr. נדב Nāḏāḇ. Imię oznaczające: Jahwe okazał się hojny (szczodry, szlachetny). W latach 909-908 p.n.e. panował w Izraelu król o tym samym imieniu.

## Historia biblijna
Według tekstu biblijnego Nadab urodził się arcykapłanowi Aaronowi z Eliszeby jeszcze w Egipcie. Razem z całym narodem izraelskim wyruszył do ziemi Obiecanej. Miał trzech braci: Abihu, Eleazara i Itamara. Ze swym młodszym bratem Abihu i siedemdziesięcioma innymi Izraelitami oraz Aaronem i Mojżeszem został wezwany na górę Synaj, gdzie ujrzał Boga, a pod jego stopami tajemnicze dzieło z szafirowych kamieni. Wraz z ojcem i braćmi został wprowadzony na urząd kapłański. Najprawdopodobniej na drugi dzień po tej uroczystości Nadab i jego brat Abihu dopuścili się poważnego wykroczenia, ofiarując niedozwolony ogień, i zostali za to zabici przez ogień zesłany przez Jahwe. Ich ciała wynieśli za obóz Miszael i Elsafan, kuzyni Aarona. Mojżesz zabronił obchodzenia żałoby po ich śmierci. Służbę Bożą po śmierci Nadaba i Abihu zaczęli po nich pełnić Eleazar i Itamar.